# Fulvio Orsini
Fulvio Orsini (* 11. Dezember 1529 in Rom; † im Mai 1600 ebenda) war ein italienischer Späthumanist, Altertumsforscher („Antiquar“) und Bibliothekar. Er leistete grundlegende Arbeiten auf dem Gebiet der Ikonografie antiker Persönlichkeiten.

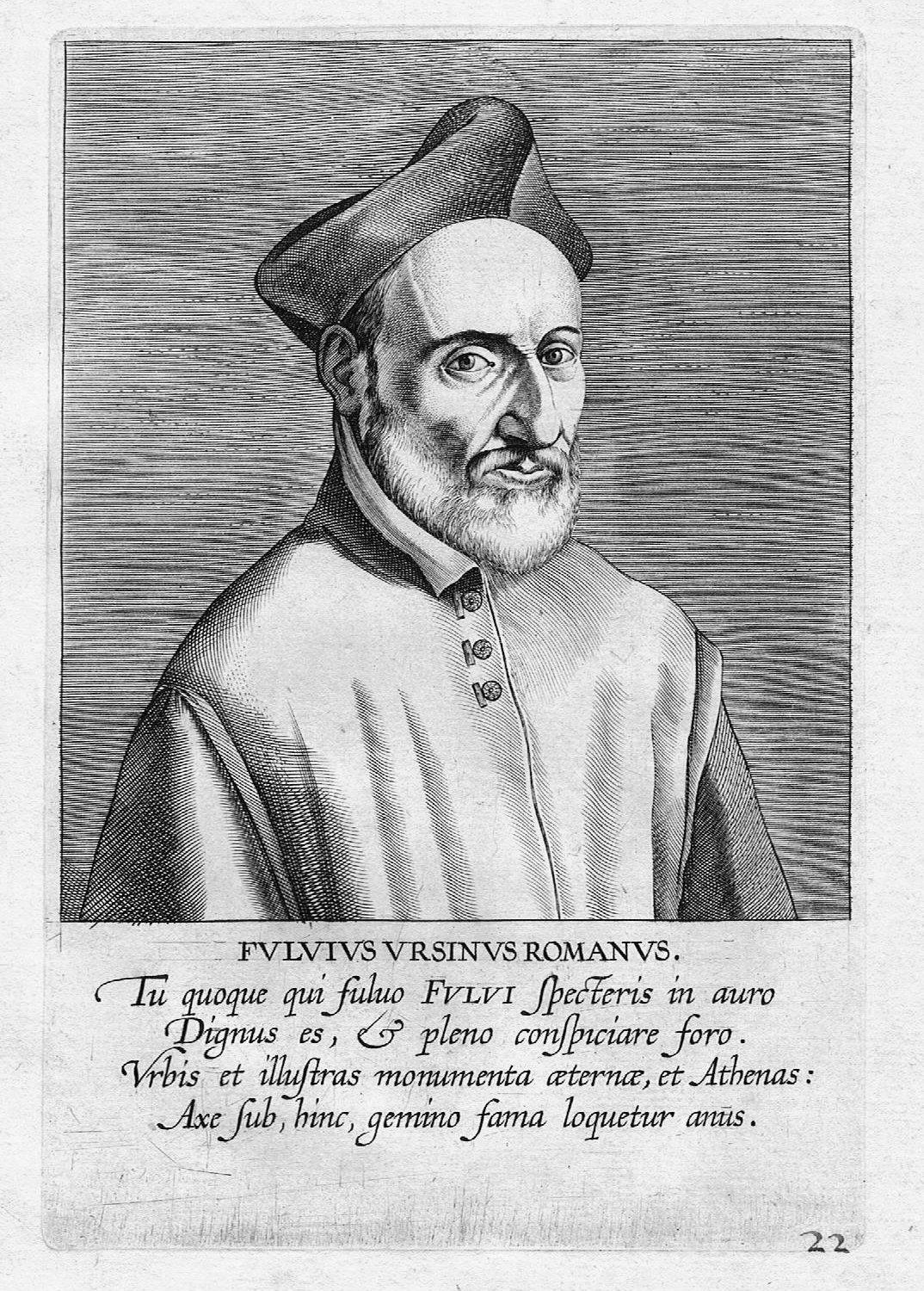
Fulvio Orsini, Kupferstich um 1610

## Leben
Fulvio Orsini entstammte der Linie der Herren von Mugnano der alten römischen Familie der Orsini, war aber früh in seiner Kindheit von seinem Vater Maerbale Orsini verstoßen worden. Er wurde in der Umgebung der Familie Farnese ausgebildet. Wohl 1535 wurde er Kanoniker der Kirche San Giovanni in Laterano, wichtigster Lehrer und Förderer war Gentile Delfini, Antonio Agustín (1516–1586) ein weiterer Lehrer. Spätestens seit 1554 gehörte er zum engeren Beraterkreis der Farnese; 1558 wurde er Sekretär und Bibliothekar des Kardinals Ranuccio Farnese. Bis zu seinem Tod lebte er im Palast der Farnese in Rom, der eines der politischen und kulturellen Zentren der Stadt zu dieser Zeit war. 1565 wurde er nach dem Tod Ranuccios Konservator der Antikensammlung des Kardinals Alessandro Farnese. 1566 und 1568 inventarisierte er die Sammlungen nach Standorten geordnet. In Orsinis Privatbesitz befanden sich antike Gemmen, die nach seinem Tod in den Besitz der Farnese übergingen. Er besaß auch Autographen und Handschriften, etwa von Julius Pomponius Laetus, die nach seinem Tod an den Vatikan gingen.

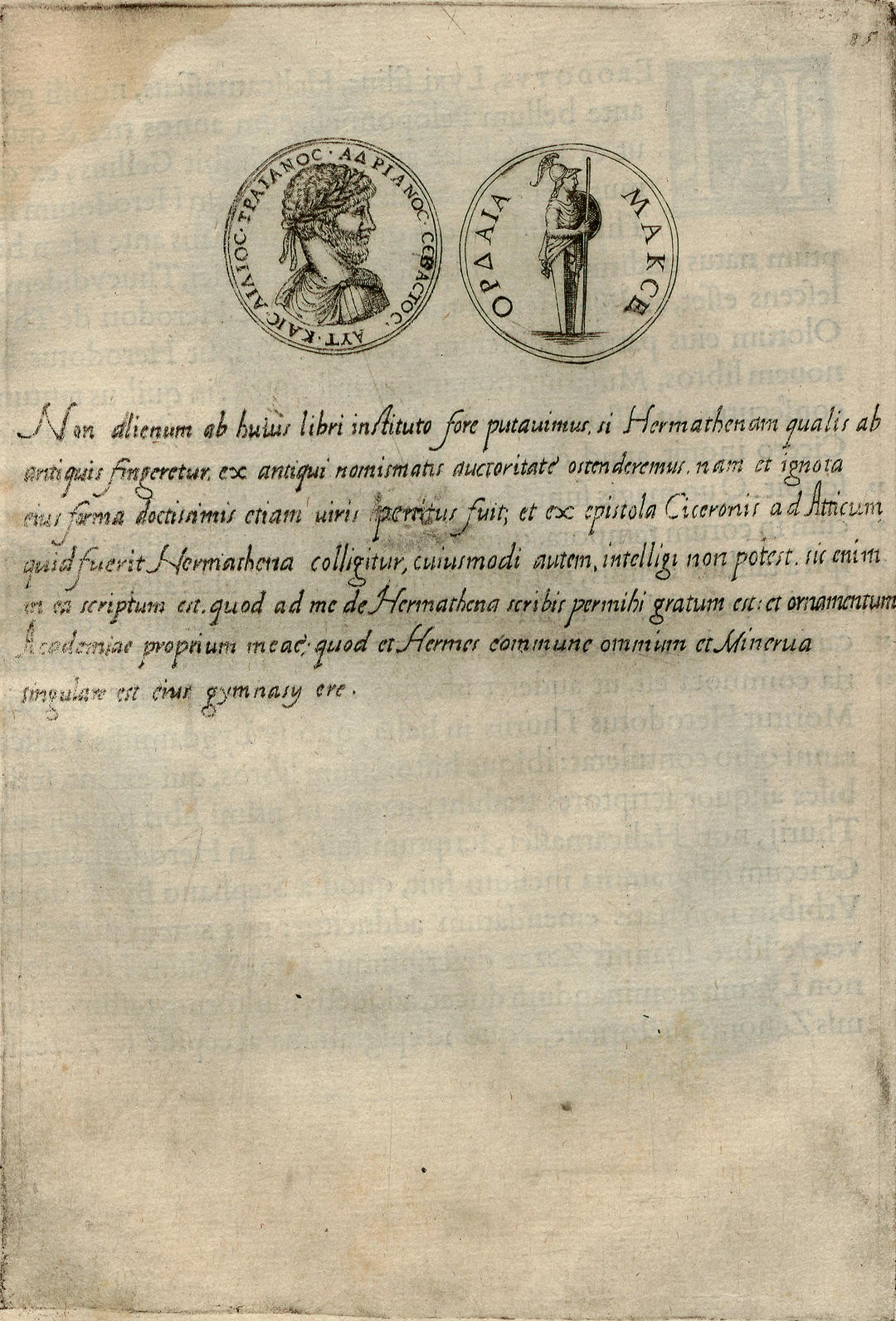
Blatt aus den Imagines et elogia.

Neben seinen Verpflichtungen als Bibliothekar und Konservator widmete Orsini sich wissenschaftlichen Studien. 1570 konnte er sein Hauptwerk Imagines et elogia virorum illustrium et eruditorum ex antiquis lapidibus et nomismatibus expressa cum annotationibus veröffentlichen. Hier stellte er, angeregt von den Studien des Achilles Statius, Bildnisse von antiken Griechen und Römern zusammen, deren Bilder er von verschiedenen Bildgruppen einschließlich ihrer Inschriften übernahm. Dazu gehörten Hermenschäfte, Büsten, Skulpturen, Gemmen und Münzen. Dazu sammelte er Informationen zum Aussehen der Personen, die er bei den antiken Autoren zusammentrug und mit den Bildern publizierte. Dabei orientierte er sich an den antiken Autoren Titus Pomponius Atticus und Marcus Terentius Varro. Die bildlichen Vorlagen kamen zum größten Teil aus dem Besitz der Farnese und seiner eigenen Sammlung, andere römische Sammlungen bezog er indirekt über Bilder von Pirro Ligorio ein. Die Schrift Familiae Romanae wurde ohne Abbildungen publiziert, obwohl zeitweise geplant war, sie mit Bildern von Theodor Galle zu verbinden, die für eine letztlich nicht realisierte Neuauflage von Imagines et elogia geschaffen worden waren. Hier trug Orsini Informationen zu römischen Familien anhand der erhaltenen Münzen zusammen und ordnete diese alphabetisch nach den Namen an. Für die Kommentierung von Bildnissen und Symbolen nutzte er literarische wie auch epigraphische Quellen. 1574 war er an der Rekonstruktion des antiken Stadtplans von Rom durch Étienne Dupérac beteiligt.

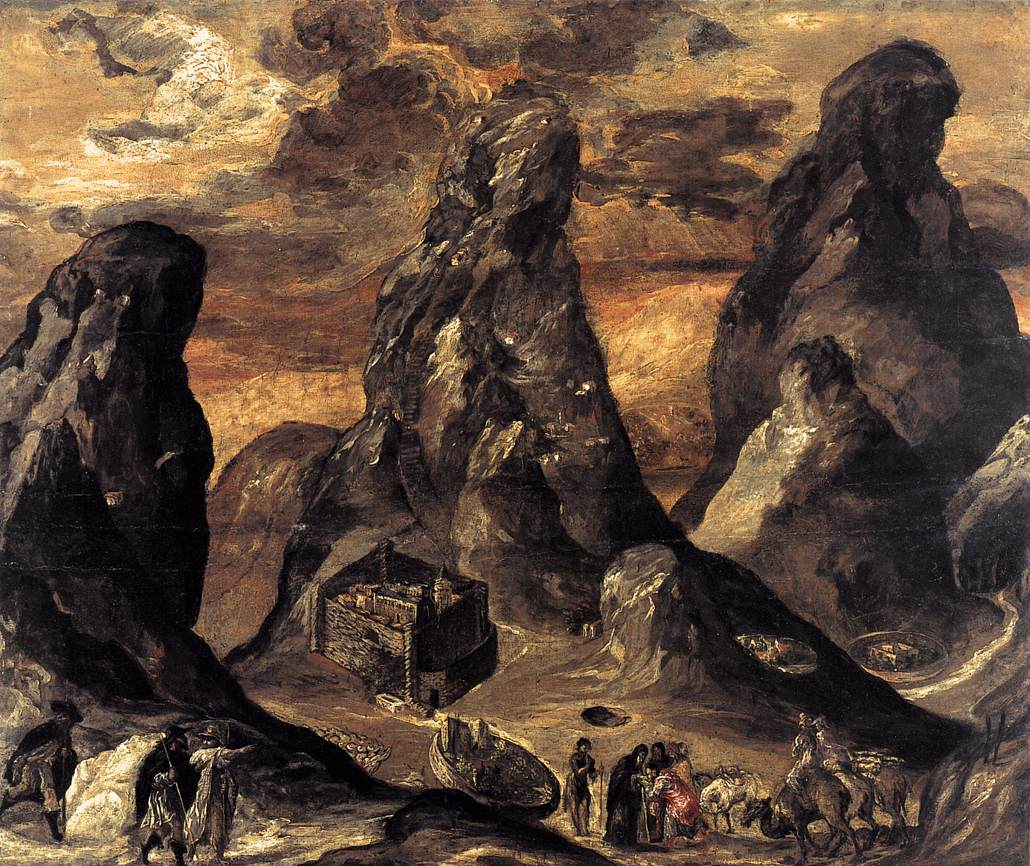
El Greco: Mount Sinai, Gemälde, das sich im Besitz Orsinis befand.

Neben den antiquarisch-ikonografischen Studien arbeitete Orsini auch auf philologischem Gebiet. Er gab unter anderem eine illustrierte Vergil-Ausgabe ebenso heraus wie Caesars Commentarii und die Schriften Ciceros; darüber hinaus beschäftigte er sich mit der Epigraphik. Mit all diesen bedeutenden Veröffentlichungen machte er sich europaweit einen Namen. 1577 bekam er einen Ruf an die Universität von Krakau und Wilna, den er aber ausschlug. Schon zuvor lernte er 1570 den Maler El Greco kennen, der ebenfalls eine Zeitlang im Hause der Farnese beschäftigt wurde. Über Orsinis Freund Pedro Chacón kam der Maler wohl in Kontakt mit dem Spanier Luis de Castilla, der ihm später erste Aufträge in Toledo vermittelte und damit die bedeutendste Phase im Schaffen des Künstlers einläutete. Orisini selbst besaß sieben Werke von El Greco. 1581 ernannte ihn Papst Gregor XIII. zum corretore greco des Vatikans. Seit 1589 stand er nach dem Tod Alessandros im Dienst von Kardinal Odoardo Farnese, der ein bekannter Kunstsammler und Mäzen war.
Orsinis Studien waren in vielen Bereichen grundlegend und zum Teil von langer Wirkdauer. Bis heute sind die Benennung mancher antiker Porträts den Arbeiten Orsinis zu verdanken. Seine Ordnung der republikanischen römischen Münzen war gültig, bis sie im 20. Jahrhundert von einer chronologischen Anordnung abgelöst wurde. Seine Systematisierung in der Farnesischen Sammlung machte diese zum Museum Farnese, einem der zentralen Studienorte der antiquarisch ausgerichteten Altertumswissenschaft. Dank Orsini hatte sie zudem den Charakter einer scuola publica, einer öffentlich zugänglichen Bildungseinrichtung.

## Schriften
- Inventario delle statue che sono nel Palazzo Farnese. Rom 1566–1568.
- Virgilius collatione scriptorum graecorum illustratus. Antwerpen 1567.
- C. Iulii Caesaris commentarii novis emendationibus illustrati. … Ex bibliotheca Fulvi Ursini. Rom 1570.
- Imagines et elogia virorum illustrium et eruditorum ex antiquis lapidibus et nomismatibus expressa cum annotationibus. Lafrery Formeis, Rom 1570.
- Familiae Romanae Qvae Reperivntvr In Antiqvis Nvmismatibvs Ab Vrbe Condita Ad Tempora Divi Augusti Ex Bibliotheca Fulvi Vrsini. Rom 1577 (Open Access urn:nbn:se:alvin:portal:record-206264).
- De legibus et senatus consultis liber. Adiunctis legum antiquar et Senatus consultor. fragmentis. Rom 1583 (Digitalisat).
- Notae ad M. Catonem, M. Varronem, L. Columellam de re rustica. Rom 1587 (Digitalisat).
- Illustrium imagines ex antiquis marmoribus nomismatibus et gemmis expressae quae extant Romae, maior pars apud Fulvium Ursinum, editio altera … Theodorus Gallaeus delinebat. Antwerpen 1606.